# Frans Coenen
Franciscus Hendrikus Coenen conegut com a Frans Coenen (pare) (Rotterdam, 26 de desembre de 1826 - Leiden, 24 de gener de 1904), va ser un compositor, violinista i director de conservatori holandès. El seu segon fill va ser l'escriptor Frans Coenen (junior) (1866-1936).
Era fill d'un organista del que de ben segur va aprendre les primeres lliçons musicals que després completà sota la direcció dels mestres Molique i Vieuxtemps. Acabats aquells estudis, junt amb pianista i compositor austríac Henri Herz va recórrer l'Amèrica com a concertista de violí traient-ne glòria i profit d'aquella gira artística. Al seu retorn s'establí a Rotterdam dedicant-se a l'ensenyança, ocupant a més els llocs de primer violí-sol del rei i de professor de violí i harmonia en l'escola de música d'Amsterdam, ciutat en la qual fundà una excel·lent societat de quartets.
Com a compositor se li deuen diverses cantates, una simfonia, quartets, els oratoris Elie en Horeb i Marie-Magdelein, diverses composicions corals entre les quals destaca: La voix de la mer, i peces de concert per a violí.